# پیکره‌های ایزدبانوی ماری مینوسی

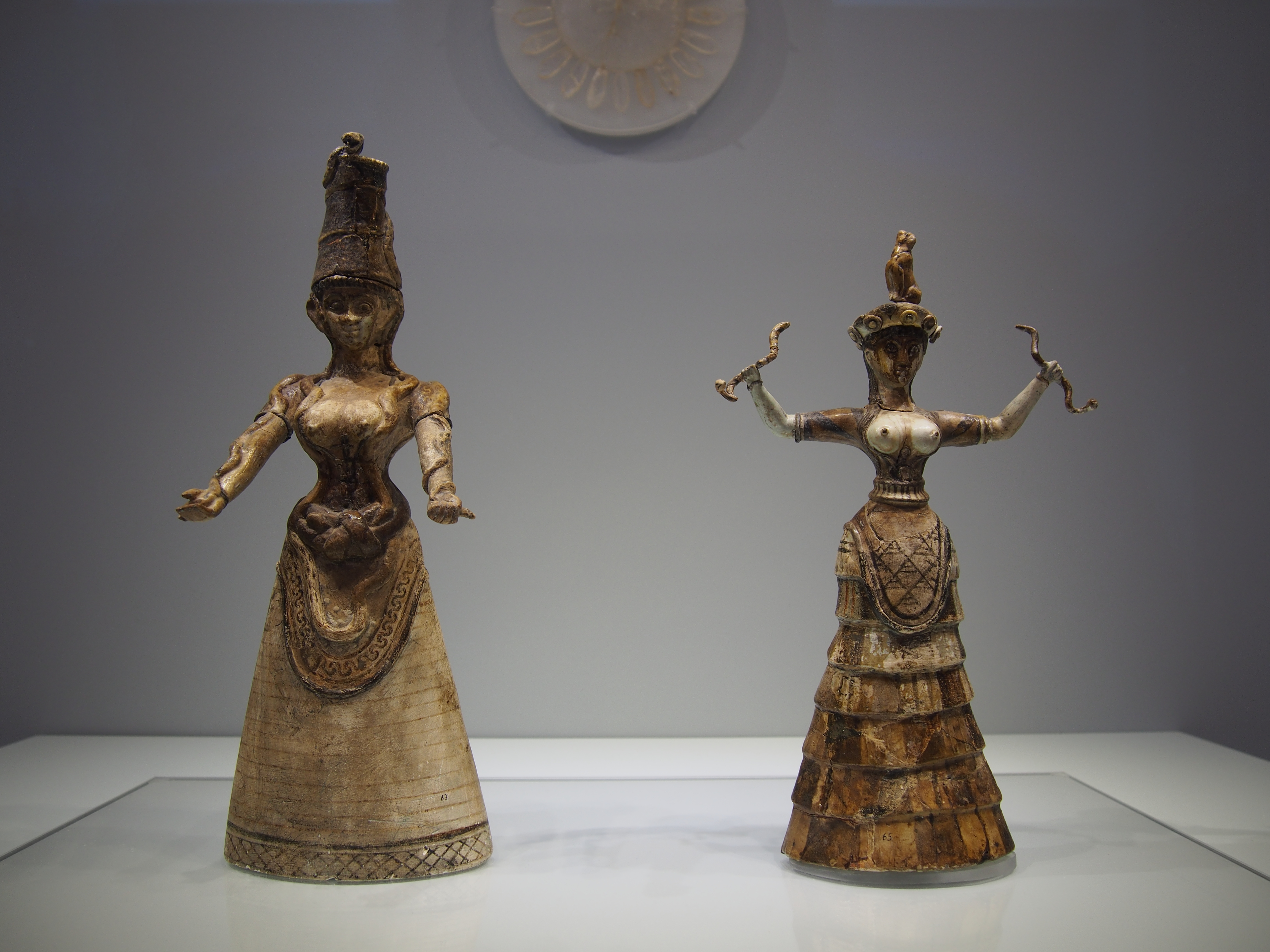
پیکره‌های ایزدبانوی مار مینوسی، حدود ۱۶۰۰ پیش از میلاد، موزه باستان‌شناسی هراکلیون، کرت.

دو پیکره‌های ایزدبانوی ماری مینوسی (انگلیسی: Minoan snake goddess figurines) در سال ۱۹۰۳ در کاخ مینوسی کنوسوس در جزیرهٔ کرت یونان کشف شدند. برنامهٔ کاوشی که چندین دهه تحت هدایت باستان‌شناس انگلیسی آرتور ایوانز انجام شد، به‌طور قابل‌توجهی دانش و آگاهی دربارهٔ عصر برنز مینوسی‌ها را گسترش داد. با این‌حال، ایوانز بعدها به دلیل اغراق‌ها و ایده‌های بیش از حد گمانه‌زنانه‌اش مورد انتقاد قرار گرفت، هم در مورد «مرمت» برخی اشیاء خاص، از جمله معروف‌ترین این پیکره‌ها، و هم دربارهٔ تفاسیری که از مینوسی‌ها بر پایهٔ یافته‌های باستان‌شناسی ارائه داد. این پیکره‌ها اکنون در موزه باستان‌شناسی هراکلیون (AMH) به نمایش گذاشته شده‌اند.
پیکره‌های کنوسوس که هر دو به‌طور قابل‌توجهی ناقص هستند، به اواخر دورهٔ دوره نوساختمانی مینوسی‌ها، حدود ۱۶۰۰ پیش از میلاد، تعلق دارند. ایوانز پیکرهٔ بزرگ‌تر را «ایزدبانوی مار» و پیکرهٔ کوچک‌تر را «کاهنهٔ مار» نامید؛ از آن زمان، این بحث وجود داشته که آیا ایوانز در این نام‌گذاری درست عمل کرده، یا اینکه هر دو پیکره کاهنه‌هایی را به تصویر می‌کشند، یا اینکه هر دو پیکره، همان ایزدبانو یا ایزدبانوان متفاوتی را نمایش می‌دهند.

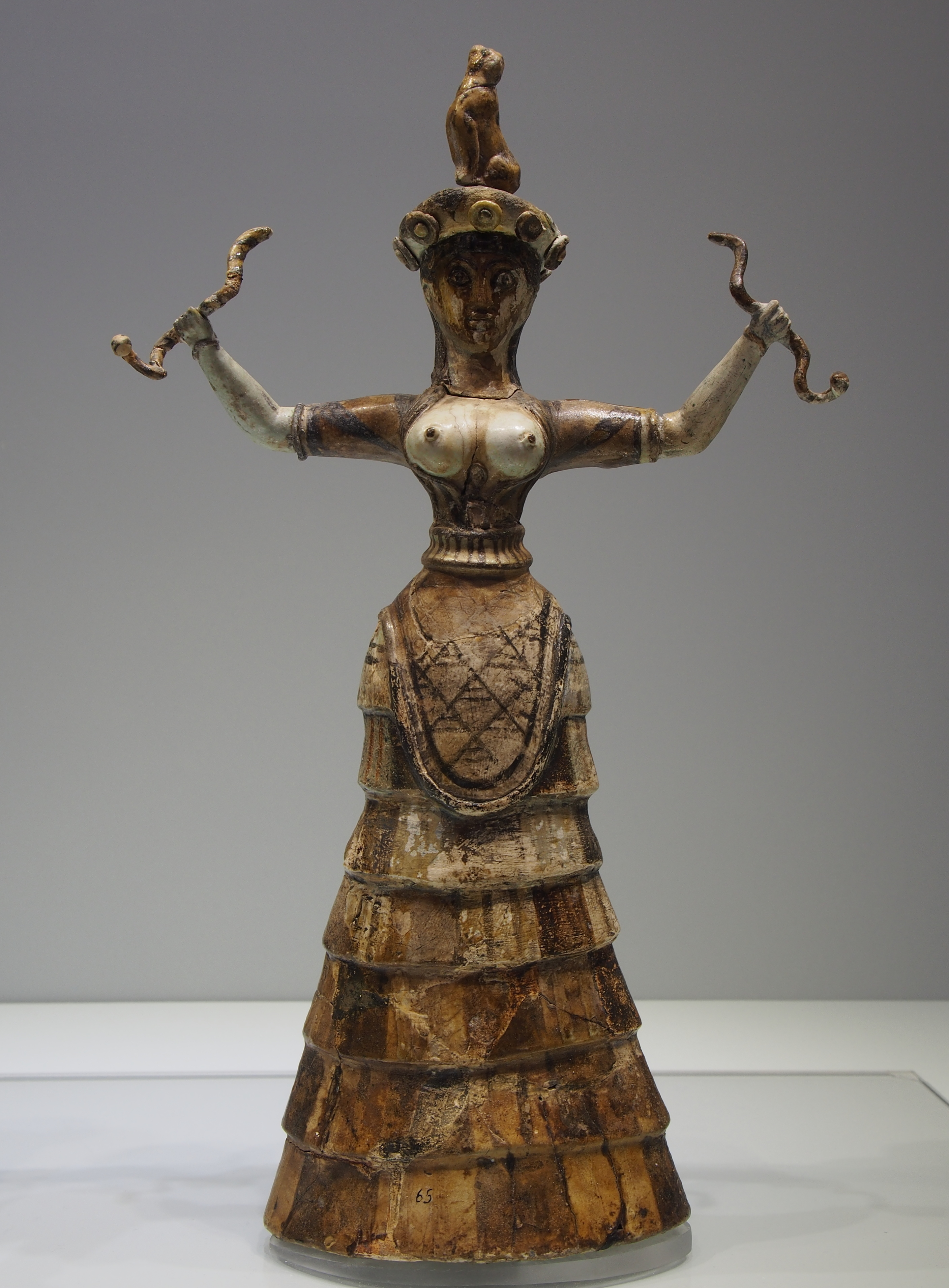
ایزدبانوی مار کوچک‌تر، از کاخ کنوسوس، موزه باستان‌شناسی هراکلیون.

ترکیب پوشش‌های پرزرق‌وبرقی که سینه‌ها را کاملاً نمایان می‌گذارند، همراه با «ماربازی»، توجه بسیاری را جلب کرد، چه رسد به انواع جعلی که پس از آن ساخته شد. پیکرهٔ کوچک‌تر به‌ویژه همچنان نمادی محبوب از هنر و آیین‌های مینوسی است و اکنون به‌طور کلی با عنوان «ایزدبانوی مار» شناخته می‌شود. با این حال، باستان‌شناسان تصاویر مشابه اندکی یافته‌اند و ایزدبانوی مار در نظریات کنونی دربارهٔ موضوع مبهم دین مینوسی نقش چندانی ندارد. برخی پژوهشگران همچنین استدلال کرده‌اند که این پیکره‌ها واقعاً مار در دست ندارند، یا دست‌کم به اندازه‌ای که ایوانز تصور می‌کرد، مار در اطراف آن‌ها نیست، بلکه اشیای دیگری را در دست دارند.

## پیکره‌های کنوسوس

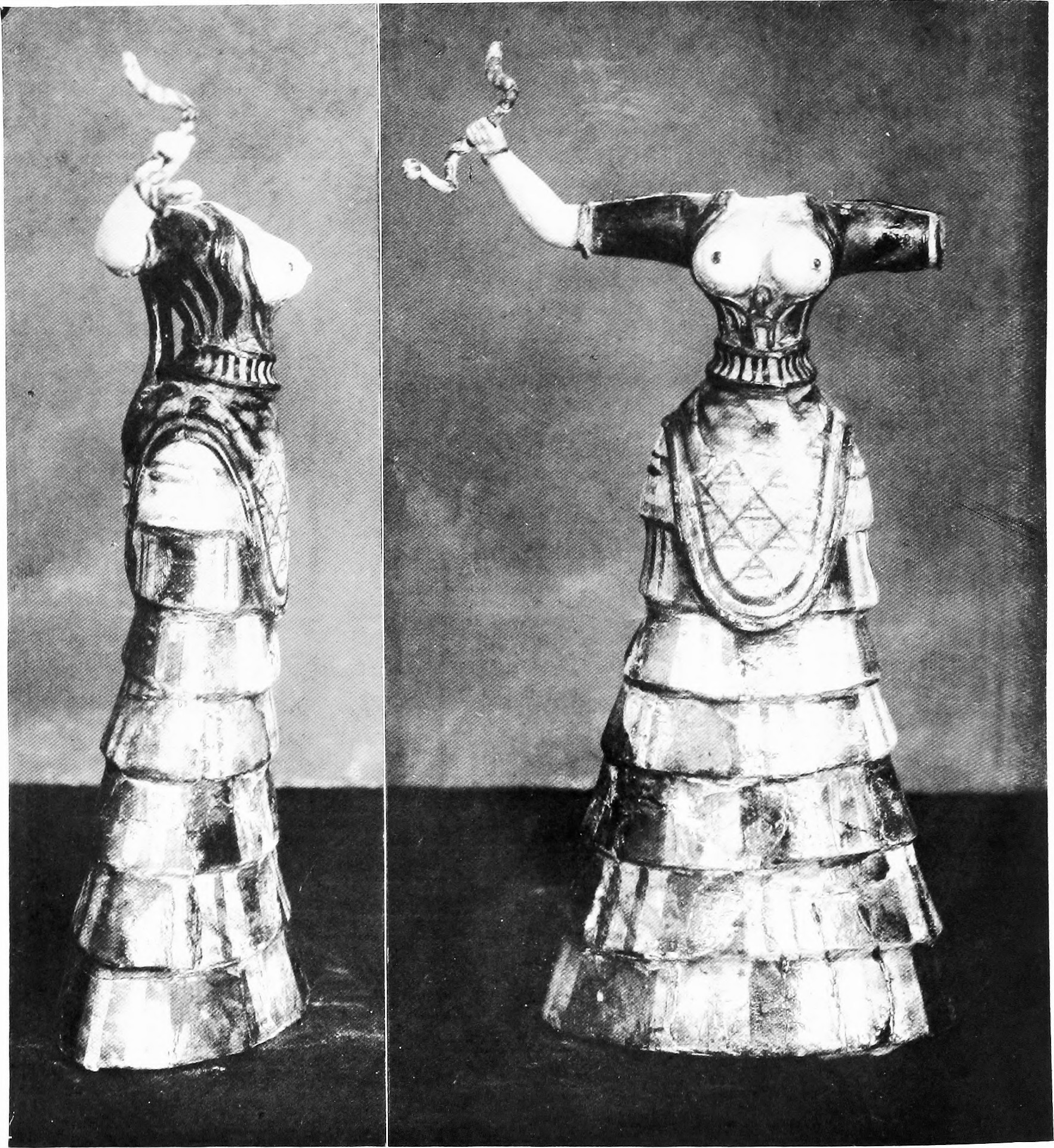
پیکرهٔ کوچک‌تر پیش از «مرمت»

دو پیکرهٔ ایزدبانوی مار کنوسوس توسط کاوشگران ایوانز در یکی از مجموعه‌های گور صندوقی سنگی و سرپوش‌دار یافت شدند که ایوانز آن‌ها را «انباری‌های معبد» نامید، زیرا حاوی مجموعه‌ای از اشیایی بودند که احتمالاً دیگر برای استفاده مناسب نبودند، شاید پس از وقوع یک آتش‌سوزی. این پیکره‌ها از جنس فاینس مصری ساخته شده‌اند، ماده‌ای متشکل از کوارتز خردشده که پس از پخت، لعابی شفاف با رنگ‌های درخشان و جلایافته ایجاد می‌کند. این ماده در مصر باستان نماد تجدید حیات بود و به همین دلیل در آیین‌های تدفینی و نیایشگاه‌ها مورد استفاده قرار می‌گرفت.
پیکرهٔ بزرگ‌تر دارای مارهایی است که از بازوان او بالا رفته و به «تاج استوانه‌ای بلند» او می‌رسند، جایی که سر یک مار در بالای آن دیده می‌شود. این پیکره از ناحیهٔ پایین‌تنه، یک بازو و بخشی از تاج ناقص بود. او دارای سینه‌های برهنه و برجسته است و به نظر می‌رسد که یک یا چند مار به دور آن‌ها پیچیده‌اند. به دلیل قطعات از دست‌رفته، مشخص نیست که آیا یک مار یا چند مار به دور بازوان او پیچیده‌اند. پوشش او شامل کمربندی ضخیم با یک «گرهٔ مقدس» است.
کوچک‌ترین پیکره، همان‌طور که بازسازی شده، دو مار را در دستان بلندش نگه داشته است و پیکره‌ای که بر روی تاج او قرار دارد، یک گربه یا پلنگ‌مانندها است. با این حال، همان‌طور که حفاری شد، سر نداشت و دست چپ اصلی از زیر آرنج مفقود بود. سر این پیکره توسط ایوانز و یکی از مرمت‌گرانش بازسازی شد. تاج یک قطعه ناقص بود که در همان چاله یافت شد و گربه/پلنگ نیز قطعه‌ای جداگانه بود که ایوانز مدتی بعد تصمیم گرفت که به این پیکره تعلق دارد، تا حدی به این دلیل که به نظر می‌رسید اتصالات هماهنگی بین تاج و گربه وجود دارد. پژوهشگران اخیر به نظر می‌رسد که پذیرای این ایده هستند که کلاه و گربه متعلق به یکدیگرند، اما در مورد تعلق هر یک یا هر دو به بقیه پیکره تردید دارند.
سومین پیکره که از نظر اندازه در حد میانی است، از کمر شکسته شده، اما بخش پایینی آن با دیگر پیکره‌ها قابل مقایسه است. درون جعبه‌سنگی همچنین یک دست دیگر نیز وجود داشت که احتمالاً ماری را در دست داشته است.